# The Eagle of the Sea
The Eagle of the Sea (br A Águia do Mar ou O Capitão Sazarac) é um filme estadunidense de 1926, do gênero drama, dirigido por Frank Lloyd.